# Улица Жилина (Тольятти)
Улица Жи́лина — улица в Тольятти, расположенная в Центральном районе. Проходит перпендикулярно течению реки Волги.
Проезжая часть асфальтовая, на всём протяжении с разделительной полосой с аллеей на ней. Общественный транспорт по улице не ходит, однако на улице Мира имеется остановка общественного транспорта «Улица Жилина».

## История
Улица Жилина появилась в 1950-х годах при переносе города при затоплении. Называлась первоначально Клинической, поскольку именно на этой улице расположена городская клиническая больница имени Василия Баныкина.
Решением горисполкома № 264 от 13 ноября 1958 года при праздновании 40-летия ВЛКСМ были переименованы улицы города: Флотская — в Никонова, Речная — в Носова. Клиническая была переименована в честь ставропольчанина-участника Великой Отечественной войны, Героя Советского Союза Василия Жилина, умершего в 1947 году.

## Нумерация
Нумерация улицы начинается от Площади Свободы. Чётная сторона находится по левую руку. Всего адреса на улице Жилина имеют 60 объектов.

## Достопримечательности

Памятный знак-указатель

- Дом № 1 по улице Жилина является одновременно одним из двух домов по улице Пушкина.
- На аллее напротив дома № 3 находится памятник «Дружба народов», посвящённый русско-армянской дружбе и сооружённый в 1999 году, на средства армянской общины города.
- Комплекс жилых домов, построенных в 1958—1959 годах по адресам ул. Жилина 2, 3, 4, 5, 6, 7, 8, 10 — признан архитектурным памятником Тольятти.
- В здании № 9 некогда находился ресторан «Утёс» — первый ресторан города, ныне там находится офис одного из банков.
- Под № 15 на улице находилась водонапорная башня, построенная в 1956 году, оставшаяся с раннего этапа застройки Центрального района. Считалась архитектурным памятником Тольятти. Планировалось её отреставрировать, возможно и разместить в ней какую-либо организацию, например ресторан, однако проекты не были реализованы. В  2011 года башня была снесена.
- В здании № 19 находится отдел загс Центрального района Тольятти.
- Адреса по нечётной стороне с 29 по 41 принадлежат городской клинической больнице № 2, а также Центральной подстанции Скорой Помощи.

На пересечении с улицей Мира расположен памятный знак-указатель, поясняющий в честь кого названа улица. Знак появился 7 мая 1985 года работы скульптора Николай Колесникова, выполнен из гранита и стали.